# ジアンヒドロヘキシトール
ジアンヒドロヘキシトール（英語: dianhydrohexitols）は、化学式が [OCH
2CH(OH)CH]
2 の複素環式化合物である。これらのジオールは糖類に由来する無色の固体であり、再生可能な原料として注目されている。
3つの異性体が存在し、マンニトールやソルビトールなどのヘキシトールの二重脱水によって得られる。ヘキシトール自体は、マンノースとグルコースなどの糖の水素化によって得られる。これらのジオールのうち、1,4-および3,6-ジアンヒドロヘキシトールは、イソソルビド、イソイジド、イソマンニドの名称でよく知られている。

## 1,4:3,6-ジアンヒドロヘキシトール
| イソソルビド                        | イソイジド                        | イソマンニド                        |
|                                     |                                   |                                     |
| 1,4:3,6-ジアンヒドロ-D-グルシドール | 1,4:3,6-ジアンヒドロ-L-イジトール | 1,4:3,6-ジアンヒドロ-D-マンニトール |